# Joe Vitale (Eishockeyspieler)
Joseph Dominic „Joe“ Vitale (* 20. August 1985 in St. Louis, Missouri) ist ein ehemaliger US-amerikanischer Eishockeyspieler. In seiner vergleichsweise kurzen Profikarriere bestritt der Center 257 Partien für die Pittsburgh Penguins und Arizona Coyotes in der National Hockey League.

## Karriere

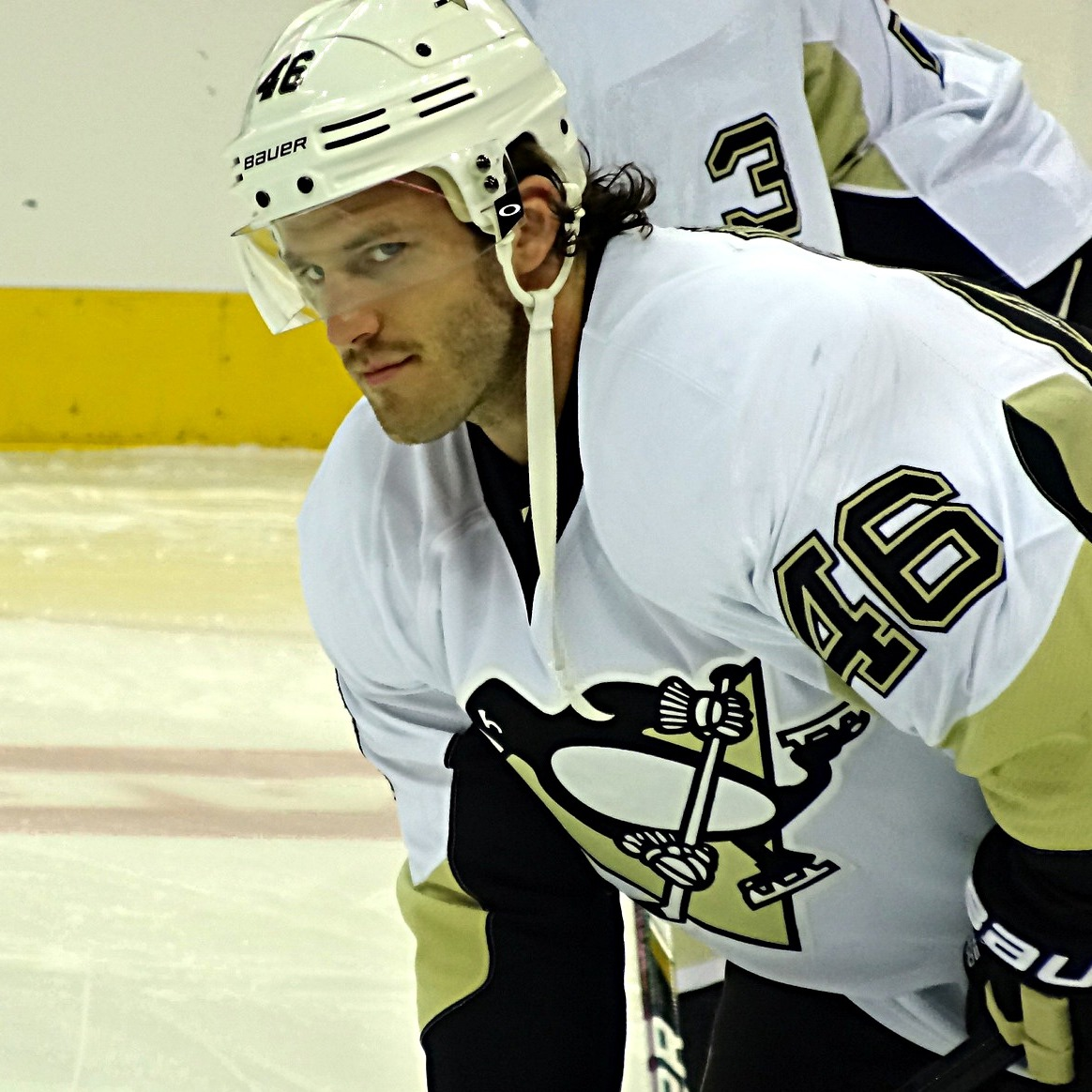
Vitale im Trikot der Pittsburgh Penguins

Vitale begann seine Karriere als Eishockeyspieler bei den Sioux Falls Stampede, für die er in der Saison 2004/05 in der Juniorenliga United States Hockey League aktiv war. Anschließend wurde er im NHL Entry Draft 2005 in der siebten Runde als insgesamt 195. Spieler von den Pittsburgh Penguins ausgewählt. Zunächst besuchte er jedoch vier Jahre lang die Northeastern University, für deren Eishockeymannschaft er parallel in der National Collegiate Athletic Association spielte. In seinem letzten Universitätsjahr wurde er zum besten defensiven Stürmer der Hockey East sowie aus ganz Neuengland gewählt. Daraufhin gab der Center gegen Ende der Saison 2008/09 sein Debüt in der American Hockey League für Pittsburghs Farmteam Wilkes-Barre/Scranton Penguins. Auch die folgende Spielzeit verbrachte er ausschließlich bei Pittsburghs AHL-Farmteam.
Nachdem Vitale auch die Saison 2010/11 bei Wilkes-Barre/Scranton in der AHL begonnen hatte, gab er für Pittsburgh am 10. Februar 2011 beim Heimspiel gegen die Los Angeles Kings sein Debüt in der National Hockey League. Bis Ende Februar kam er in insgesamt neun Spielen zu je einem Tor und einer Vorlage in der NHL. Anschließend wurde er wieder an das AHL-Farmteam abgegeben. Mit Beginn der Saison 2011/12 etablierte sich der Angreifer jedoch im NHL-Aufgebot und absolvierte dort in den folgenden drei Saisons über 150 Pflichtspiele.
Im Sommer 2014 lief sein Vertrag aus, sodass er im Juli 2014 als Free Agent einen neuen Dreijahresvertrag bei den Arizona Coyotes unterzeichnete. Bei den Coyotes kam er in der Spielzeit 2014/15 regelmäßig zum Einsatz, ehe er sich im ersten Spiel der Saison 2015/16 bei einem Faustkampf eine Fraktur der Augenhöhle zuzog. Zwar sollte Vitale nach zwei Monaten wieder einsatzfähig sein, jedoch litt er in der Folge unter anhaltenden Symptomen einer Gehirnerschütterung (postkommotionelles Syndrom) und fiel für den Rest der Saison aus.
Im Rahmen des NHL Entry Draft 2016 wurde Vitale in einem mehrere Draftpicks sowie die Vertragsverpflichtungen von Pawel Dazjuk umfassenden Tauschgeschäfts an die Detroit Red Wings abgegeben. Er bestritt im Saisonverlauf allerdings kein Spiel für das Franchise und beendete in der Folge seine aktive Karriere.

## Erfolge und Auszeichnungen
- 2007 Hockey East All-Academic Team
- 2008 Hockey East Second All-Star Team
- 2009 Hockey East Best Defensive Forward

## Karrierestatistik
(Legende zur Spielerstatistik: Sp oder GP = absolvierte Spiele; T oder G = erzielte Tore; V oder A = erzielte Assists; Pkt oder Pts = erzielte Scorerpunkte; SM oder PIM = erhaltene Strafminuten; +/− = Plus/Minus-Bilanz; PP = erzielte Überzahltore; SH = erzielte Unterzahltore; GW = erzielte Siegtore; 1 Play-downs/Relegation; Kursiv: Statistik nicht vollständig)